# Howard Jerome Keisler
Howard Jerome Keisler (Seattle, 3 de dezembro de 1936) é um matemático estadunidense.

## Vida
Keisler obteve um doutorado em 1961 na Universidade da Califórnia em Berkeley, orientado por Alfred Tarski, com a  tese Ultraproducts and Elementary Classes.
Keisler é atualmente professor da Universidade do Wisconsin-Madison e trabalha nas áreas de teoria dos modelos e análise não padronizada.
Em 1973 publicou com Chen Chung Chang a obra Model Theory, que logo tornou-se padrão para a teoria dos modelos. A terceira edição do livro foi publicada em 1990, com novos resultados, continuando a ser a "biblia" da teoria dos modelos.
Em 1970 apresentou uma plenária no Congresso Internacional de Matemáticos em Nice (Model Theory).

## Obras
- Elementary calculus. - Boston : Prindle, Weber & Schmidt, 1986.
- Handbook of mathematical logic / ed. por Jon Barwise. - Amsterdam : North-Holland, 1983.
- Model Theory. - Amsterdam : North-Holland, 1994. - ISBN 0-444-88054-2.
- Modell theory for infinitary logic. - Amsterdam : North-Holland, 1971.